# Хало, Београд (књига)
Хало, Београд: са ауторовим илустрацијама је дело које је написао Момо Капор, први пут објављено 1991. године под заједничким насловом сва три дела Хало, Београд ; 011 ; Исток-Запад,  у издању издавачке куће Просвета из Београда. Поновљено издање је штампала издавачка кућа "Дерета" 2017. године.

## О аутору
Момчило Момо Капор (Сарајево, 3. април 1937 - Београд, 3. март 2010) је био српски романсијер, сликар и писац кратких прича. Године 1961. је дипломирао сликарство на Академији ликовних уметности у Београду. Писао је романе, приче, као и филмске и телевизијске сценарије. По његовим романима снимљено је неколико филмова. Сам је илустровао своје књиге, негујући посебан лирски цртачки стил. Дела су му превођена на француски, немачки, пољски, чешки, бугарски, мађарски, словеначки и шведски језик.
Био је редовни члан Академије наука и умјетности Републике Српске.

## О делу
Књига Хало, Београд је завршни део трилогије записа о Београђанима, о њиховом граду и животу у њему. Први део трилогије је књига 011, а други део је Исток-Запад.
Књига Хало, Београд је једно од дела који су посвећени Београду и његовим становницима, својеврстан водич, написан у виду кратких одломака.
У једном од одломака у књизи, на броју 20, Капор каже:
| „ | Београд није сав у Београду. Много већи део Београда јесте у чежњи за Београдом, која га чини већим и лепшим него што у ствари јесте... Београд није у Београду јер Београд и није само град – он је метафора, посебан начин живота, угао гледања на ствари. Београд је у идеји која оплођава свет где год се пренесе његов дух. Он је у неком вицу, у случајном гесту, у урођеној лежерности са којом се примају победе и порази, тамо где је јединица за мерење стила – шарм...Београд је у кажипрсту кад окрећемо 011. Београд је у изразу "без везе!", ма на ком се континенту изговорио...Београд је расут на све четири стране света. Чезнем да једнога дана сви ови Београди буду на окупу... | ” |